# Lambert Lombard

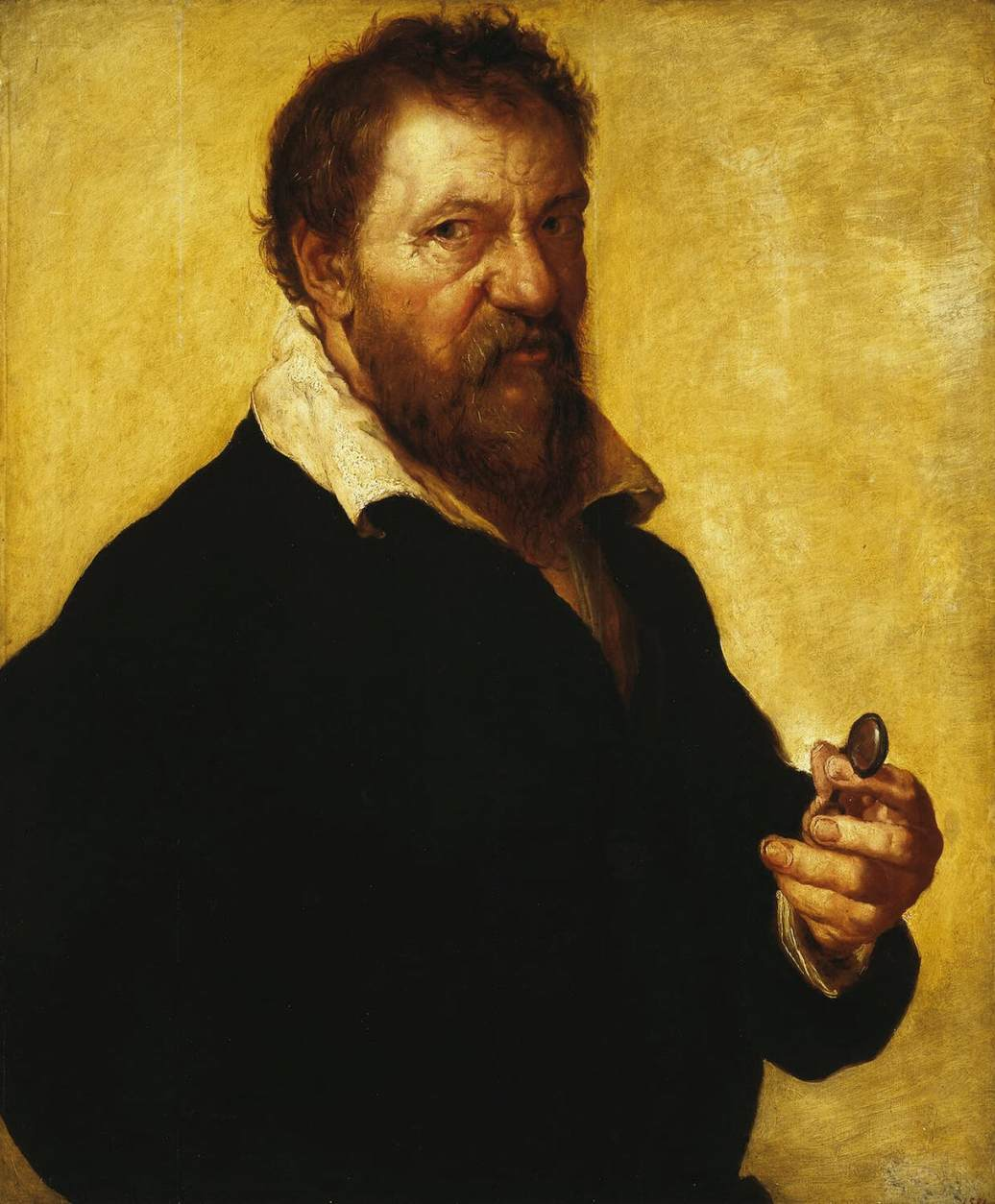
Autorretrato, óleo sobre tabla, 77 x 65 cm, San Petersburgo, Museo del Hermitage.

Lambert Lombard (Lieja, 1505/1506-Lieja, 1566) fue un pintor, grabador, numismático, humanista y arquitecto renacentista.
Inició su formación artística según Dominicus Lampsonius en el taller de Jan de Beer en Amberes y más adelante en Middelburg, donde recibió la influencia de Jan Gossaert, y Utrecht, donde entró en contacto con Jan van Scorel. En 1537 el príncipe-obispo de Lieja Érard de La Marck lo envió a Roma con el cortejo del cardenal Reginald Pole. Allí se relacionó con artistas como Francesco Salviati o Baccio Bandinelli y pudo dedicarse al estudio de la estatuaria clásica y del arte renacentista. De regreso a Lieja en 1539 fundó una academia de dibujo en la que tuvo como discípulos a Hendrick Goltzius, Frans Floris, Willem Key y Lampsonius entre otros. En 1557 hizo un breve viaje a Alemania donde dibujó el célebre monumento funerario romano de Igel.
Dominicus Lampsonius escribió su biografía, publicada en Brujas en 1565 con el título Lamberti Lombardi apud eburones pictoris celeberrimi vita. Gracias a ella se conocen las ideas artísticas de Lombard, manifestadas también en los ochocientos dibujos contenidos en los álbumes de Aremberg y de Clerembault conservados en el Gabinete de Estampas del Museo de Bellas Artes de Lieja. Destinados a la enseñanza en su academia, en ellos se aprecia su interés por la antigüedad y la historia del arte en todas su manifestaciones, desde la numismática o la mitología al coleccionismo de estampas. Son por el contrario muy escasas las pinturas que se le pueden atribuir. Entre ellas, las tablas de la predela del retablo de la iglesia de Saint-Denis de Lieja, en las que de forma característica conjuga el detallismo y el gusto por la anécdota propio de la tradición flamenca y de la escuela manierista de Amberes con las sugerencias del Renacimiento italiano en los fondos arquitectónicos y las ordenadas composiciones.

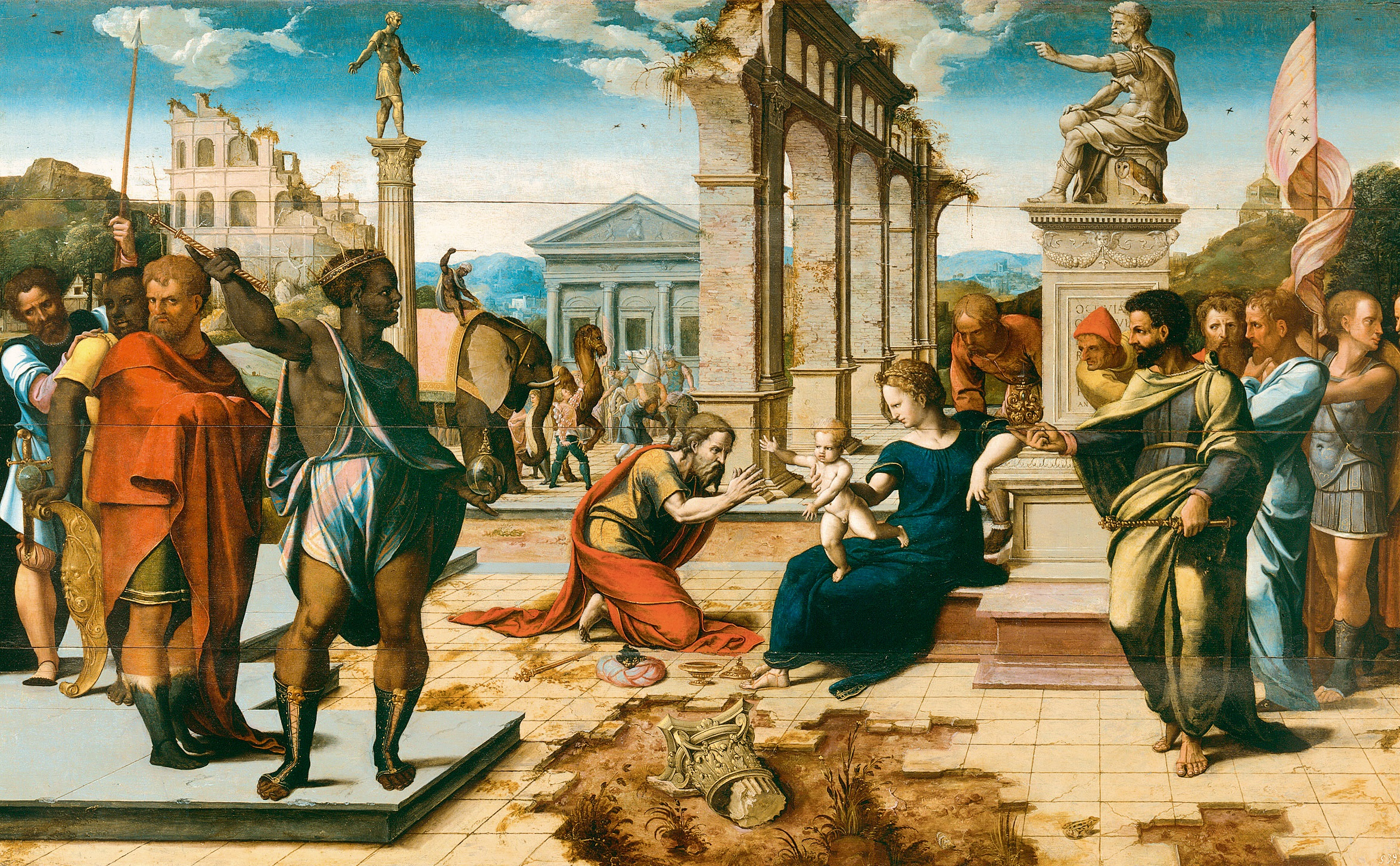
La Adoración de los Magos, óleo sobre tabla, 108 x 178 cm, Patrimonio Nacional, Monasterio de El Escorial.